# Баш-Челик
Баш-Челик (стальная голова от слов тур. Baş, голова и  тур. Çelik, стальной) — отрицательный персонаж сербского фольклора, функционально аналогичный Кощею Бессмертному. Баш-Челик похищает принадлежащую главному герою женщину и уносит её в свою горную пещеру. Он относительно неуязвим, вооружен и способен к перевоплощениям. Однако с помощью хитрости герою все же удается одолеть Баш-Челика и вернуть свою женщину. 

## В культуре
- Баш-Челик является главным антагонистом югославского фильма-сказки «Волшебный меч» (серб. Čudotvorni mač) 1950 года, снятого по мотивам сербского фольклора.